# 迪特·哈勒沃登
迪特·尤爾根·哈勒沃登（德語：Dieter Jürgen Hallervorden，1935年9月5日—），通稱為「迪特·哈勒沃登」，是一位德國男演員、喜劇演員、歌手和藝術家。他因於2014年《腦海甜蜜蜜》這部電影飾演阿曼杜斯角色而出名，也憑藉這部電影讓他於2014年而獲得德國電影獎最佳男主角獎這個獎項。2016年，迪特還為魯濱遜漂流記電影中的Ziegenbock Zottel角色配音。

## 生平
迪特·哈勒沃登出生於德國德紹，他的母親是一名醫生助理，父親是德國飛機製造商容克斯的工程師。他的姐妹為雷娜特和瑪戈。迪特·哈勒沃登與前妻蘿塔德·辛德勒育有兩個孩子（小迪特與娜莎莉），與另一人育有一個女兒（勞拉），而與現任妻子艾琳娜·布魯姆育有一個兒子（約翰尼斯）。
哈勒沃登在德國電視節目《迪迪秀》演出一位像卡通《頑皮豹》中的糊塗偵探克盧索那樣經常出錯的人。該節目也配音成英語版，改名為《迪迪喜劇秀》，在許多國家播出。
2022年9月4日，他在德紹-羅斯勞開設名為Mitteldeutsches Theater的劇院。

## 電影
| 年分 | 中文名       | 英文名                              |
| ---- | ------------ | ----------------------------------- |
| 1985 | 遺產奇案     | Nonstop Trouble with the Family     |
| 2012 | 少女與死亡   | The Girl And Death                  |
| 2013 | 最後一次賽跑 | Back on Track                       |
| 2014 | 腦海甜蜜蜜   | Honig im Kopf                       |
| 2015 | 最後馬拉松   | Back on Track / Sein letztes Rennen |
| 2016 | 魯濱遜漂流記 | Robinson Crusoe                     |

## 電視劇
- 2024年：tvN《淚之女王》飾演（特别出演）